# Ablação por cateter
Ablação por cateter é um procedimento médico invasivo usado para remover ou destruir uma via elétrica defeituosa no coração de pessoas propensas a desenvolver arritmias cardíacas, como fibrilhação auricular, flutter auricular, taquicardias supraventriculares e síndrome de Wolff-Parkinson-White. Quando não são controladas, estas arritmias aumentam o risco de fibrilhação ventricular e parada cardíaca súbita. A ablação pode ser classificada quanto à fonte de energias: ablação por radiofrequência ou crioablação.